# Гризон
Гризон (Galictis) — рід хижих ссавців з родини Мустелові (Mustelidae).

## Назва
фр. grison — «сіра тварина», зі старофранцузької gris — «сірий».

## Таксономія

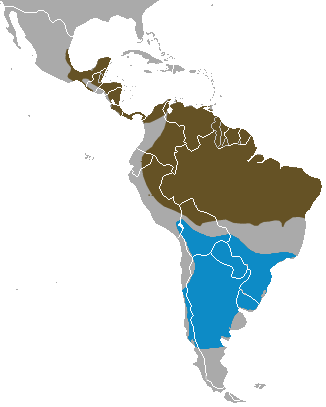
Ареали видів роду (південний — G. cuja, північний — G. vittata)

Містить два види:
- Galictis cuja — Гризон малий
- Galictis vittata — Гризон великий

## Синоніми
Galictes (Bell, 1837), 
Gallictis (Waterhouse, 1839), 
Grison (Oken, 1816), 
Grisonella (Thomas, 1912), 
Grisonia (Gray, 1865), 
Gulo (Desmarest, 1820), 
Huro (I. Geoffroy Saint-Hilaire, 1835),
Mustela (Bechstein, 1800)